# يوهان كريستيان فابريكيوس
يوهان كريستيان فابريكيوس أو يَوْهَن إكْغِسْتـَن فَابُغـُوش (Johan Christian Fabricius) هو عالم حيوان دنماركيّ، متخصص في "الحشرات"؛ والتي تضمنت في ذلك الوقت كل مفصليات الأرجل من الحشرات والعناكب والقشريات وغيرها. وكان طالباً عند العالم كارل لينيوس، ويعتبر واحدا من أهم علماء الحشرات من القرن الثامن عشر، وقد قام يوهن من تسمية ما يقرب من 10,000 نوع من الحيوانات، وأنشأ الأساس لعلم تصنيف الحشرات الحديث.

## روابط خارجية
- يوهان كريستيان فابريكيوس على موقع الموسوعة البريطانية (الإنجليزية)
- يوهان كريستيان فابريكيوس على موقع إن إن دي بي (الإنجليزية)